# Brachymeles minimus
Brachymeles minimus är en ödleart som beskrevs av Brown och Alcala 1995. Brachymeles minimus ingår i släktet Brachymeles och familjen skinkar. IUCN kategoriserar arten globalt som nära hotad. Inga underarter finns listade.
Arten förekommer endemisk på ön Catanduanes som tillhör Filippinerna. Den lever i kulliga områden mellan 200 och 800 meter över havet. Habitatet utgörs av fuktiga skogar och dessutom besöks angränsande landskap.